# アリス・リマソールFC
アリス・リマソールFC（ギリシア語: Άρης Λεμεσού, 英語: Aris Limassol）は、キプロスのリマソールをホームタウンとするサッカークラブである。
創設は1930年で、リマソールで最も歴史のあるサッカークラブの１つである。クラブには他にバスケットボール、卓球、チェス等の部門がある。

## 歴史
キプロスサッカー協会の創設メンバーの1つであるアリス・リマソールは、キプロス・ファーストディビジョンの最初の5シーズンに参戦し、順位は5～7位だった。クラブは財政難のため1939年に活動を停止したが、1952年に2部に復帰した。1954年にファーストディビジョンに昇格したが、最下位に終わり降格した。翌シーズンは2部で優勝し、再び昇格した。
1960年代にはファーストディビジョンで最も弱いチームの1つであり、1969-70シーズンには最下位となり降格し、2年間2部リーグで過ごした。その後状況は改善し、1976-77シーズンと1978-79シーズンはファーストディビジョンで4位となった。1981年に最下位に終わり再び降格したが、翌シーズンに2部を準優勝し昇格した。1989年にはキプロス・カップの決勝に進出したが、AELリマソールに敗れ優勝を逃した。翌年、1975年のバロンドールに輝いたオレグ・ブロヒンと契約した。シーズン終了後、ブロヒンは現役を引退した。
1993年の降格後、アリスはクラブ史上3度目となる2部優勝を果たした。1997年から2006年まで、チームは毎年1部と2部を行き来した。2006-07シーズンになんとか1部残留を果たしたことでこの状況に終止符が打たれたが、翌シーズンは再び降格となった。その後も降格と昇格を繰り返すシーズンが続いたが、2015-16シーズンは10位で辛うじて残留した。このシーズンは、アリスが全試合に6人以上のキプロス人選手が出場した唯一のチームだった。2017-18シーズン後に降格し3シーズンを2部で過ごした後、2020-21シーズンに再び昇格した。
2021年夏、ロシア人投資家ウラジミール・フェドロフとともに、アリスの新時代が始まった。彼はアリスをキプロスの強豪クラブの一角とすることを目指した。翌シーズン、アリスはリーグで4位となり、UEFAヨーロッパカンファレンスリーグ 2022-23の出場権を獲得した。欧州デビュー戦は予選2回戦のネフチ・バクー戦で、ホームの第1戦は2対0で勝利したものの、第2戦は0対3で敗れ敗退した。
アリスのこれまでの最大の成功は2022-23シーズンに起こり、チームは史上初めてファーストディビジョンで優勝し、2023-24シーズンのチャンピオンズリーグ予選ラウンドへの出場権を獲得した。このシーズンはGKのヴァナ、チーム得点王のアレクサンドル・ココリンを含む4人がベストイレブンに選出された。また、アレクセイ・シュピレフスキー監督が最優秀監督に選ばれた。

## 現所属メンバー
2023年7月14日現在
注：選手の国籍表記はFIFAの定めた代表資格ルールに基づく。
| No. | Pos. |                  | 選手名                       |
| --- | ---- | ---------------- | ---------------------------- |
| 1   | GK   | ブラジル         | ヴァナ                       |
| 2   | DF   | アルジェリア     | アブデルジャリル・メディウブ |
| 3   | DF   | ブラジル         | カジュー                     |
| 4   | DF   | カンボジア       | イスマエル・ヤンダル         |
| 6   | DF   | ガーナ           | エリック・ボアキエ           |
| 7   | MF   | スウェーデン     | レオ・ベングトソン           |
| 8   | MF   | イングランド     | モーガン・ブラウン           |
| 10  | MF   | キプロス         | マティヤ・スポリアリッチ     |
| 11  | FW   | ポーランド       | マリウシュ・ステピンスキ     |
| 12  | DF   | キプロス         | アンドレアス・ディミトリウ   |
| 14  | FW   | セネガル         | ヤニック・ゴミス             |
| 16  | GK   | セネガル         | ランディング・バジ           |
| 19  | DF   | セネガル         | ママドゥ・サネ               |
| 20  | DF   | ブルキナファソ   | スティーブ・ヤゴ             |
| 21  | FW   | 南アフリカ共和国 | ミフラリ・マヤンベラ         |
| 22  | MF   | セルビア         | ヴェリコ・ニコリッチ         |
| 23  | MF   | ポーランド       | カロル・ストルスキ           |

| No. | Pos. |                  | 選手名                           |
| --- | ---- | ---------------- | -------------------------------- |
| 24  | MF   | コートジボワール | ジャン・マルク・ロウコウ・コナン |
| 30  | DF   | ガボン           | アレックス・ムケトゥ＝ムスンダ   |
| 31  | DF   | スウェーデン     | フランツ・ブロルソン             |
| 37  | MF   | スロバキア       | ユリウス・セーケ                 |
| 38  | GK   | キプロス         | ミハリス・ソフロニウ             |
| 66  | FW   | オランダ         | ジェーデン・モントノア           |
| 72  | DF   | セルビア         | スロボダン・ウロシェヴィッチ     |
| 77  | FW   | シエラレオネ     | オスマン・コロマ                 |
| 78  | GK   | キプロス         | コンスタンディノス・クリソストム |
| 80  | FW   | ガボン           | シャヴィー・バビッカ             |
| 88  | FW   | ベラルーシ       | アルチョム・シュマンスキー       |
| 90  | GK   | キプロス         | エリナス・ソフロニウ             |
| 97  | MF   | ブルガリア       | イヴァン・パンコフ               |
| --  | DF   | ナイジェリア     | オデラ・ピーター・オフォルナドゥ |
| --  | MF   | ガーナ           | アレックス・オポク・サルフォ     |
| --  | FW   | ナイジェリア     | ラシード・ユスフ                 |

## タイトル
- キプロス・ファーストディビジョン
  - 優勝 (1) : 2022-23
- キプロス・カップ
  - 準優勝 (1) : 1988-89
- キプロス・スーパーカップ
  - 優勝 (1) : 2023
- キプロス・セカンドディビジョン
  - 優勝 (5) : 1953-54, 1955-56, 1993-94, 2010-11, 2012-13

## 欧州の成績
| シーズン | 大会                           | ラウンド   | 対戦相手                   | ホーム | アウェー | 合計 |  |
| -------- | ------------------------------ | ---------- | -------------------------- | ------ | -------- | ---- |  |
| 2022-23  | ヨーロッパカンファレンスリーグ | 予選2回戦  | ネフチ・バクー             | 2-0    | 0-3      | 2-3  |  |
| 2023-24  | チャンピオンズリーグ           | 予選2回戦  | BATEボリソフ               | 6-2    | 5-3      | 11-5 |  |
| 2023-24  | チャンピオンズリーグ           | 予選3回戦  | ラクフ                     | 0-1    | 1-2      | 1-3  |  |
| 2023-24  | ヨーロッパリーグ               | プレーオフ | スロヴァン・ブラチスラヴァ | 6-2    | 1-2      | 7-4  |  |
| 2023-24  | ヨーロッパリーグ               | グループC  | スパルタ・プラハ           | 1-3    | 2-3      | 4位  |  |
| 2023-24  | ヨーロッパリーグ               | グループC  | レンジャーズ               | 2-1    | 1-1      | 4位  |  |
| 2023-24  | ヨーロッパリーグ               | グループC  | ベティス                   | 0-1    | 1-4      | 4位  |  |

## 歴代監督
- タデウシュ・クラウス 1976-80, 1983-85
- アンドレアス・ミハエリデス 1986-91
- イェジー・エンゲル 1997
- ミレンコ・シュポリャリッチ 2004-05
- アンドレアス・ミハエリデス 2006-07
- ヘンク・ハウワールト 2007
- ミハイ・ストイキツァ 2007-08
- アキス・アギオマミティス 2008-09
- マリオス・コンスタンティノウ 2009-10
- ステファン・デモル 2010
- ドゥシャン・ミトシェヴィッチ 2010-12
- デメトリス・イオアヌ 2012-13
- トン・カーネン 2013-14
- ギオルゴス・ポリヴィウ 2014
- アキス・アギオマミティス 2014-15
- オイゲン・ネアゴエ 2015-16
- コスタス・カヤファス 2016
- タリス・テオドリディス 2016
- フレデリク・ファンデルビースト 2016-17
- ニコラス・マルティデス 2017
- ヤニス・クリストプーロス 2017-18
- ニコス・パナイオトゥ 2018
- クリシス・ミハエル 2018-2019
- ニコラス・マルティデス 2019
- リアソス・ロウカ 2019-2022
- アレクセイ・シュピレフスキー 2022-